# Bernardino Tovar
Bernardino Tovar (* um 1490 in Toledo; † um 1545) war ein spanischer katholischer Priester, Humanist und Anhänger des Erasmus von Rotterdam. Bernardino Tovar war Halbbruder des spanischen Humanisten Juan de Vergara.

## Leben und Werk
Bernardino Tovar studierte von 1510 bis 1522 in Alcalá, Salamanca und Valladolid. Er lebte ab 1522 bei seinem Bruder Juan de Vergara in Toledo und wurde dort zum Mittelpunkt des spanischen Erasmismus. Um 1519 trat er mit den Alumbrados in Kontakt, den Anhängern einer mystischen Bewegung in Spanien, die christliche Vollkommenheit durch innere Erleuchtung suchte. Dies führte von 1530 bis 1541 zu einem Inquisitionsprozess, in dem er des Luthertums und des Erasmismus bezichtigt wurde. Sein Bruder Juan de Vergara übernahm die Verteidigung. Die Verhaftung und Inhaftierung Bernardino Tovars 1530 durch das Tribunal des Heiligen Offiziums von Toledo markierte den Beginn der Verfolgung gegen die spanischen Erasmisten. Bernardino Tovar wurde zu einer Geld- und zu einer kurzen Haftstrafe verurteilt.